# 安查羅
安查羅（Ancharo 或 Curcureta）是埃塞俄比亞北部阿姆哈拉州南沃洛地區的小鎮，座標11°3′N 39°47′E / 11.050°N 39.783°E，海拔2,972米。據埃塞俄比亞中央統計局2005年人口普查的資料，安查羅人口約1,768，其中男性924人，女性844人。